# Hugo Kehr
Hugo Martin Kehr (* 21. November 1965) ist Professor für Psychologie an der TU München. Er hat den Lehrstuhl für Psychologie an der TUM School of Management inne. 

## Leben
Hugo M. Kehr studierte an der Ludwig-Maximilians-Universität (LMU) in München Betriebswirtschaftslehre. Dort promovierte er 1997 in Psychologie zum „Dr. phil.“ und habilitierte sich 2001. Anschließend war er als Gastwissenschaftler an der Universität von Kalifornien in Berkeley sowie als Privatdozent an der Universität Marburg und der LMU tätig. Von 2004 an lehrte Kehr als Full Professor of Management an der Macquarie University, Sydney, bis er 2006 dem Ruf an die Technische Universität München folgte. Kehr ist Fellow der Alexander von Humboldt-Stiftung und ehemaliger Heisenberg-Stipendiat.

## Lehre und Forschung
Kehr lehrt, forscht und arbeitet auf dem Gebiet der Motivationspsychologie mit Anwendung in der Menschenführung. Insbesondere hat er das Zusammenspiel von unbewussten (impliziten) und selbst eingeschätzten (expliziten) Motiven, sowie subjektiven Fähigkeiten untersucht und zur Veranschaulichung das von ihm so bezeichnete 3K-Modell (Drei-Komponenten-Modell) entwickelt. In seiner Arbeit bildet dies eine Grundlage zur Analyse, Erklärung und Lösungssuche.